# Nicolai Kielstrup
Nicolai Kielstrup (Vejle, 4 oktober 1991) is een Deense zanger.

## Biografie
Kielstrup was de Deense inzending voor het Junior Eurovisiesongfestival 2005 in Hasselt. Samen met zijn drie danseressen werd hij daar uiteindelijk vierde met zijn nummer Shake, shake, shake.Nicolai heeft meerdere kinderhits op zijn naam staan zoals: Nico's partysted en Gør såden hær. 
Hij heeft drie albums uitgebracht genaamd Nicolai, Stage 2 en Dejavu, tilbage mig. Ook zong hij met verschillende andere Junior Eurovisiesongfestival winnaars twee nummers genaamd Fri for mobberi en En verden til forskel. Op dit moment is Nicolai ook model bij Børne.
2003: Anne Gadegaard · 
2004: Cool Kids · 
2005: Nicolai Kielstrup